# 中村佳央
中村佳央（日语：／ Nakamura Yoshio，1970年10月22日—），日本男子柔道运动员。他曾代表日本参加1994年和1998年亚洲运动会柔道比赛，获得一枚金牌和一枚银牌。他也曾参加1996年夏季奥林匹克运动会。